# تینیبلاس د لا سیرا
تینیبلاس د لا سیرا (به اسپانیایی: Tinieblas de la Sierra) یک شهرستان در اسپانیا است که در کاستیا و لئون واقع شده‌است.

## خصوصیات
تینیبلاس د لا سیرا ۲۹ کیلومترمربع مساحت و ۴۶ نفر جمعیت دارد.